# Iketani-Shinzaburō-Preis
Der Iketani-Shinzaburō-Preis (japanisch 池谷信三郎賞 Iketani Shinzaburō shō) wurde im Gedenken an den bereits mit 33 Jahren verstorbenen japanischen Schriftsteller und Dramatiker Iketani Shinzaburō vom Verlag Bungei Shunjūsha verliehen. Der Verlag wurde von Kikuchi Kan gegründet, der neben dem Iketani-Shinzaburō-Preis auch den Noma-Literaturpreis ins Leben rief. Der Preis wurde vergeben für literarische Werke (創作), Kritiken (文芸評論) und Dichtung (詩). Ausgezeichnet wurden Debütanten, deren Werk einen neuen Aspekt oder neuen Stil in Kunst und Dichtung aufwiesen.

## Preisträger
| # | Jahr        | Autor                                             | Ausgezeichnetes Werk                                                                   |
| - | ----------- | ------------------------------------------------- | -------------------------------------------------------------------------------------- |
| 1 | 2. Hj. 1936 | Nakamura Mitsuo und Yasuda Yojūrō                 | für Futabatei Shimei-ron (二葉亭四迷論) bzw. für Nihon no hashi (日本の橋)             |
| 2 | 1. Hj. 1937 | Tsumura Hideo (Q)                                 | für seine Leistungen als Filmkritiker (映画批評の業績に対し)                           |
| 3 | 2. Hj. 1937 | Jinzai Kiyoshi                                    | für seine Leistungen als Übersetzer (翻訳の業績に対し)                                 |
| 4 | 1. Hj. 1938 | Kamei Katsuichirō                                 | für Ningen kyōiku (人間教育)                                                           |
| 5 | 2. Hj. 1938 | Tonomura Shigeru                                  | für Kusa ikada (草筏)                                                                  |
| 6 | 1. Hj. 1939 | Hibino Shirō                                      | für Wusong Creek (呉淞クリーク, Ūson kurīku)                                           |
| 7 | 1940        | Tanaka Hidemitsu                                  | für Orimposu no kajitsu (オリンポスの果実)                                             |
| 8 | 1941        | nicht vergeben                                    |                                                                                        |
| 9 | 1942        | Sakai Seiichirō und Ishizuka Tomoji und Itō Sakio | für Hirono no kiroku (廣野の記録) bzw. Matsukaze (松風) bzw. Hana no koteki (花の鼓笛) |